# 카토 로사
카토 로사(일본어: 加藤ローサ, 1985년 6월 22일 ~ )는 일본의 여배우, 패션 모델이다.
카나가와 현 요코하마시 출생. 카고시마 현 카고시마 시 출신. 남편은 프로 축구 선수인 마츠이 다이스케.

## 내력
아버지가 이탈리아인, 어머니가 일본인이다. 아버지가 일하던 요코하마의 이탈리아 레스토랑에 어머니(일본인)가 손님으로 왔다가 인연을 맺어 결혼으로 이어졌다. 다섯 살 때까지 이탈리아 나폴리에서 살면서 이탈리아어를 썼으나 성장기에 접어들어 잊어버리기 시작하여 지금은 일본어 밖에 모른다고 한다.
이름인 로사는 장미라는 뜻의 이탈리아어에서 따왔으며, ROSA의 SA를 유성음으로 잘못 발음하여 로자라고 부르는 사람도 있으나, 로사가 맞다고 한다. (표준 이탈리아어가 아닌 그녀가 살던 나폴리 방언에 따르면)
고교시절에 사촌언니의 권유로 패션 모델로 데뷔했고 (고등학교 졸업 후에 도쿄로 상경), 2004년에 리쿠르트 제쿠시이 CF가 대박을 터트려 유명세를 타게 되었다.
2006년, 소니 뮤직 아티스츠에서 켄온으로 소속사 이적. 같은 해에 영화 여섯 편에 출연했고, 드라마도 연속 2편에 출연했다. 영화 《가장 깨끗한 물》에서는 처음으로 단독 주연을 맡기도 하였다.
2007년 7월, 《여제》로 연속 드라마 첫 주연을 맡았다.
2011년 6월 23일, 자신의 26번째 생일에 축구 일본 대표 선수인 마츠이 다이스케와의 결혼을 공식 사이트에 발표했다. 또 동시에, 임신 4개월이며, 출산 예정은 12월이라는 것도 발표했다. 12월 13일 오전 6시 반, 프랑스에서 남자아이를 출산.
2013년, 가정 우선을 이유로 6월 30일에 켄온과의 계약을 종료. 둘째 아이의 임신이 확실시되었다. 10월, 남편 마츠이가 둘째 아이의 임신을 공식 사이트에 밝혔다.
2014년 2월, 둘째 남자아이를 출산. 8월, 잡지 《nina's》 표지에 차남과 등장해 연예 활동을 재개, 조금씩 일을 재개해가는 의향을 밝히고 있다.
2015년 3월, 아사히 푸드 앤드 헬스케어의 스킨케어 브랜드 〈스하다 시즈쿠〉의 새 이미지 캐릭터에 기용되어, 텔레비전 CM 〈매일, 미백〉 편으로 4년 만에 출산 후 첫 CM 출연을 했다.

## 출연

### 영화
- Tokyo Tower (2005년 1월 15일, 토호) - 유리 역
- 언젠가 저편으로 (2005년 10월 29일) - 이치고 역
- TAKI183 (2006년 1월 28일)
- 심슨즈 (2006년 2월 18일) - 주연·이토 역
- 한숨의 이유 (2006년 3월 18일)
- 캐치 어 웨이브 (2006년 4월 29일, 워너 브라더스 영화) - 줄리아 역
- 활기찬 갱이 지구를 움직인다 (2006년 5월 13일, 쇼치쿠) - 쇼코 역
- 밤의 피크닉 (2006년 9월 30일, 무비 아이/쇼치쿠) - 사카키 안나 역
- 가장 깨끗한 물 (2006년 10월 7일) - 주연·타니무라 역
- 언페어 the movie (2007년 3월 17일, 토호) - 우정 출연
- 극장판 포켓몬스터 다이아몬드&펄 디아루가VS펄기아VS다크라이 (2007년 7월 14일, 토호) - 앨리스 역(목소리 출연)
- 스마일 성야의 기적 (2007년 12월 15일, 토호) - 야마구치 시즈카 역
- 디트로이트 메탈 시티 (2008년 8월 23일, 토호) - 아이카와 유리 역
- 천국은 아직 먼 곳에 (2008년 11월 8일, 도쿄 테아트르) - 주연·야마다 치즈루 역
- 걸 (2012년 5월 26일, 토호) - 안자이 히로코 역

### 드라마
- 30minutes 제11화 (2004년, TV 도쿄)
- 아름다운 ☆ (2005년 2월, 겅호 온라인 엔터테인먼트) - 비오라 역
- 디비전! 《가지마! 료마》 (2005년 8월, 후지 TV) - 아리사키 모미지 역
- 킨다이치 소년의 사건부~흡혈귀 전설 살인사건~ (2005년 9월 24일, 닛폰 TV) - 츠지 유리아 역
- 단도리.~Dance☆Drill~ (2006년 7월 ~ 9월, 후지 TV) - 스에요시 후타바 역
- 배우의 혼! (2006년 10월 ~ 12월, 후지 TV) - 아즈사 리나 역
- 여자의 일대기 〈무카이 치아키~꿈을 우주에 건 사람~〉 (2007년 1월 12일, 후지 TV) - 나이토 토모하루 역
- 날개가 꺾인 천사들 제3화 〈시〉 (2007년 2월 28일, 후지 TV) - 주연·나카가와 카나 역
- 특급 타나카 3호 (2007년 4월 ~ 6월, TBS) - 시부야 코토네 역
- 여제 (2007년 7월 ~ 9월, TV 아사히) - 주연·타치바나 아야카 역
- CHANGE (2008년 5월 ~ 7월, 후지 TV) - 미야모토 히카루 역
- 정말로 있었던 무서운 이야기 여름 특별편 2008 〈병실의 주인〉 (2008년 8월 26일, 후지 TV) - 주연·나나미 역
- 로또 6으로 3억 2천만 엔에 당첨된 남자 최종화 (2008년 9월 5일, TV 아사히) - 케이코 역
- 오! 마이 걸!! (2008년 10월 ~ 12월, 닛폰 TV) - 후지 미네코 역
- 사랑 노래 드라마 SP 제1화 〈카무플라주〉 (2008년 10월 6일, TBS) - 주연·사쿠라 역
- 혈액형별 여자가 결혼하는 방법♪ 제1화 〈A형 여자가 결혼하는 방법〉 (2009년 2월 23일, 후지 TV) - 주연·사치에 역
- DOOR TO DOOR (2009년 3월 29일, TBS) - 노자키 사오리 역
- 핸섬★수트 THE TV (2009년 3월 31일, 후지 TV) - 이마이 료코 역
- 헤매이는 벚꽃 (2009년 5월 30일, 후지 TV) - 요시이 유미카 역
- 사랑해 악마~뱀파이어☆보이 (2009년 7월 ~ 9월, 칸사이 TV) - 나츠카와 마코토 역
- 시스터 (2009년 12월 11일 ~ 18일, NHK) - 주연·오다기리 유이 역
- 프로 골퍼 하나 (2010년 4월 ~ 7월, 요미우리 TV) - 주연·하나 역
- 퍼펙트 블루 (2010년 2월 7일, WOWOW) - 하스미 카요코 역
- BUNGO -일본 문학 시네마- 《후미코의 발》 (2010년 2월 22일, TBS) - 주연·후미코 역
- 겨울의 벚꽃 (2011년 1월 ~ 3월, TBS) - 무카이 안나 역